# 魏守曾
魏守曾（18世纪—？1799年后），江西省廣昌縣人，清朝監生、地方官员。
歷任四川大竹縣縣丞。乾隆四十二年署涪州吏目。乾隆四十四年署任開縣知縣。乾隆四十五年（1780年）二月任順慶府鄰水縣知縣，同年重修縣文廟。乾隆四十六年署大寧縣鹽大使。乾隆四十九年任酉阳州州判。乾隆五十年十月題榮縣縣丞（駐貢井）。
乾隆五十五年，任遂寧縣縣丞兼批驗大使。乾隆五十八年正月陞樂至縣知縣。嘉慶四年（1799年）十一月兼攝樂至縣典史。